# Gulyás István (teniszező, 1931)
Gulyás István (Pécs, 1931. október 14. – Budapest, 2000. július 31.) magyar teniszező, 66-szoros magyar bajnok, örökös magyar bajnok, a Roland Garros döntőse (1966), amatőr Európa-bajnoki ezüstérmes (1969), Universiade-győztes (1957), nyolcszoros szenior világbajnok, tizenötszörös szenior Európa-bajnok, sportvezető, edző.

## Élete és versenyzői pályafutása

### Magánélete
1957-ben szerzett építészmérnöki diplomát a Budapesti Műszaki Egyetemen. Versenyzői időszaka alatt a Belügyminisztérium építési osztályán dolgozott. Sportpályafutása befejezte után tíz éven át (1977–1987) a Magyar Tenisz Szövetség elnökeként tevékenykedett. A nyolcvanas évek végén Németországba ment, ahol edzői állást vállalt.
Fia ifjabb Gulyás István, magyar bajnok és válogatott teniszező, edző.

### Sportpályafutása
1952-ig a Pécsi Vörös Meteorban versenyzett, tehetsége miatt innen Budapestre, a Dózsába hívták, melynek 1953-tól 1986-ig regisztrált játékosa volt. Csendes, szorgalmas és eredményes játékos volt, aki jelentős hazai, valamint nemzetközi sikereket ért el. Kemény erőnléti edzésekkel készült a versenyekre, elsősorban sok futással, pontos alapvonaljátékkal érte el sikereit.
Első magyar bajnoki címét egyesben 1954-ben nyerte, nemzetközi pályafutása azonban csak három évvel később bontakozott ki, miután megszerezte építészmérnöki diplomáját a Budapesti Műszaki Egyetemen. 1957-ben győzött a párizsi Universiadén egyesben, a magyar bajnokságban pedig páratlan sorozatba kezdett: 1957-től 1971-ig mindössze egyszer engedte ki a kezéből az egyéni győzelmet.
Összesen hatvanhatszoros bajnok (egyesben tizenötször, párosban kilencszer, vegyes párosban kilencszer, csapatban huszonhétszer, a magyar nemzetközi bajnokságokon egyesben kétszer, párosban háromszor, vegyes párosban egyszer győzött), amivel csúcstartó a magyar mezőnyben.

### Nemzetközi szereplései
1966-ban a francia nyílt bajnokságon második helyezett lett, miután beleegyezett döntőbeli ellenfele, az ausztrál Tony Roche bokasérülése miatt a mérkőzés másnapra halasztásába, és kikapott tőle (6–1, 6–4, 7–5 arányban). Ezért 1967-ben elnyerte a UNESCO Nemzetközi fair play díját. 1967-ben ismét bravúrosan szerepelt a Roland Garroson, ekkor az elődöntőben játszhatott. Az 1969-es torinói amatőr Európa-bajnokságon férfi párosban ezüstérmes lett, partnere Baranyi Szabolcs volt.
Az 1960-as években a világranglista első tíz helyezettje között, Európában a 2. helyen jegyezték.
Aktív pályafutása befejezése után 1987–88-ban a Rocus Club Düsseldorf, majd 1988–1997 között Hamburgban a DUWO 08 Tennis Club játékosa és edzője volt. Ez idő alatt állandó szereplője volt a szenior, azaz veterán versenyeknek, nem is akármilyen eredménnyel: egyesben (1982 és 1990 között) nyolc világbajnoki és tizenöt Európa-bajnoki címet szerzett.

### Szereplései csapatban
1954–1973 között volt a magyar válogatott tagja. A Davis-Kupában 1958 és 1971 között összesen huszonkét mérkőzésen játszott összesen 37 alkalommal (22 egyéni és 15 páros). Máig ő a legtöbb DK-meccset vívott magyar teniszező. Kétszer szerepelt a Mitropa-kupát nyert csapatban. 1953-tól 1981-ig huszonhétszer nyert bajnokságot az Újpesti Dózsa csapatával.

## Díjai, elismerései
- A Magyar Népköztársaság Érdemes Sportolója (1955)[9]
- Hét alkalommal választották az év férfi teniszezőjének (1964-1968, 1970, 1971)[3]
- 1998: örökös magyar bajnoki cím
- 2008-ban az Európai Tenisz Szövetség (Tennis Europe) posztumusz díjjal (European Senior Lifetime Champion) tüntette ki Gulyás Istvánt a senior versenyeken nyújtott kimagasló teljesítményéért.[8]

## Emlékezete
2007 óta a magyar bajnokság férfi győztesei a róla elnevezett vándordíjat kapják.